# Marija Szukszyna
Marija Szukszyna ros. Мария Васильевна Шукшина (ur. 27 maja 1967 w Moskwie) – rosyjska aktorka.

## Życiorys
Jest córką aktora i reżysera Wasilija Szukszyna i aktorki Lidii Fiedosiejewej-Szukszyny. Ukończyła studia w Moskiewskim Państwowym Instytucie Języków Obcych, potem pracowała jako tłumaczka.
Na dużym ekranie zadebiutowała jako dziecko w 1969 rolą w filmie Странные люди. Sławę przyniosła jej rola w filmie Amerykańska córka  (Американская дочь) Karena Szachnazarowa i w dramacie Cyrk spłonął, a klauni uciekli (Цирк сгорел, и клоуны разбежались) w reż. Władimira Bortko.
W 2008 wyróżniona tytułem Zasłużonej Artystki Rosji.

## Filmografia
- 1969: Братка  (w serii Странные люди)
- 1972:  Pogwarki jako Rastorgujewów
- 1974: Птицы над городом
- 1990: Вечный муж
- 1995: Американская дочь jako Elena
- 1995: Московская связь
- 1998: Цирк сгорел, и клоуны разбежались jako Lena
- 2001: Идеальная пара. Отдохните магистр
- 2001: Люди и тени (serial)
- 2008: Мика и Альфред
- 2009: Крыша jako Tatiana Pietrowna
- 2010: Утомлённые солнцем 2: Предстояние